# Gmina Goszczanów
Goszczanów  (deutsch Göllnerheim, 1943–1945 Gastau) ist ein Dorf und Sitz der gleichnamigen Gemeinde im Powiat Sieradzki der Woiwodschaft Łódź, Polen.

## Gemeinde
Zur Landgemeinde Goszczanów gehören 28 Ortsteile mit einem Schulzenamt:
| Chlewo Chwalęcice Czerniaków Gawłowice Goszczanów Karolina Kaszew Klonów Lipicze Górne Lipicze W | Poniatów Poniatówek Poprężniki Poradzew Rzężawy Sokołów Stojanów Strachanów Sulmówek | Sulmów Świnice Kaliskie Wacławów Waliszewice Wilczków Wilkszyce Wola Tłomakowa Wroniawy Ziemięcin |

Eine weitere Ortschaft der Gemeinde ist Lipicze Olendry.